# Guy Thys
Guy Thys (Antwerpen, 1922. december 6. – Antwerpen, 2003. augusztus 1.) válogatott belga labdarúgó, csatár, edző. A belga válogatott szövetségi kapitányként Európa-bajnoki ezüstérmes és világbajnoki 4. helyezett a csapattal.

## Pályafutása
1976 és 1989 között illetve 1990-91-ben a belga válogatott szövetségi kapitánya volt és 114 mérkőzésen irányította a csapat szakmai munkáját. Két Európa-bajnokságon (1980, 1984) és három világbajnokságon (1982, 1986, 1990) vezette a válogatottat szövetségi kapitányként. Az 1980-as olaszországi Európa-bajnokságon ezüstérmes lett a csapattal, 1986-ban a mexikói világbajnokságon pedig negyedik helyezést ért el.

## Sikerei, díjai

### Játékosként
Standard Liège
- Belga kupa
  - győztes: 1954

### Edzőként
Beveren
- Belga bajnokság (másodosztály)
  - bajnok: 1966–67

 Antwerp
- Belga bajnokság
  - 2.: 1973–74, 1974–75
- Belga kupa
  - döntős: 1975

 Belgium
- Európa-bajnokság
  - ezüstérmes: 1980, Olaszország
- Világbajnokság
  - 4.: 1986, Mexikó